# Cameron Mason
Cameron Mason (* 18. August 2000 in Linlithgow) ist ein britischer Radrennfahrer, der in mehreren Offroad-Disziplinen wie Cyclocross, Gravelrennen und Mountainbike aktiv ist.

## Sportlicher Werdegang
Mason entstammt einer radsportbegeisterten Familie und sammelte daher schon früh Erfahrung bei Cyclocrossrennen in seiner schottischen Heimat. Er machte schon zu Beginn seiner eigentlichen Karriere durch seine Videos auf YouTube auf sich aufmerksam, die millionenfach angeschaut wurden. Dabei betrieb er im Sommer Mountainbiking und im Winter Cyclocross.
In seiner Juniorenzeit hauptsächlich bei britischen Rennen aktiv, begann Mason ab der Saison 2019/2020 vordere Resultate im U23-Cyclocross-Weltcup zu erzielen. In der Saison darauf erzielte er mit der Bronzemedaille bei den U23-Europameisterschaften einen ersten bedeutenden Erfolg. 2021/2022 gewann er den Ambiancecross im U23-Weltcup und wurde britischer U23-Meister. In der Elite waren seine bedeutendsten Erfolge die Silbermedaille bei der EM 2023 sowie die britischen Meistertitel 2023 bis 2025.
2022 und 2023 fuhr Mason ausgedehntere Mountainbike-Saisons als zuvor, mit Teilnahmen am UCI-Mountainbike-Weltcup sowie am südafrikanischen Cape Epic 2022. In dieser Disziplin wurde er 2023 britischer Meister im Mountainbike-Marathon sowie Vizemeister im Cross-Country XCO. Auch dem Gravelrennen widmete er sich verstärkt.
2024 wechselte Mason von Trinity Racing zum Alpecin-Deceuninck Development Team; im Cyclocross ist er seitdem für die Cyclocross Reds desselben Teameigners unterwegs.

## Erfolge

### Cyclocross
2020/2021
 Europameisterschaften (U23)
2021/2022
Weltcup (U23) – Dendermonde
 Britischer Meister (U23)
2022/2023
 Britischer Meister
2023/2024
 Weltmeisterschaften – Staffel
 Europameisterschaften – Einzel und Staffel
 Britischer Meister
2024/2025
 Britischer Meister

### Mountainbike
2023
 Britischer Meister – Marathon XCM